# Wetland Passewaaij
Wetland Passewaaij is een natuurgebied in de uiterwaarden van de Waal bij Tiel. Het is een groene bufferzone tussen de rivier en de stad en onderdeel van het Natura 2000-gebied Rijntakken, deelgebied Uiterwaarden Waal, wat betekent dat het beschermd wordt vanuit de Vogel- en Habitatrichtlijn.
In 1992 stelde Wereld Natuur Fonds het plan Levende Rivieren op, om de rivieren in Nederland meer ruimte te geven. Na het hoogwater van 1995, met de evacuatie van het Rivierenland, zijn de dijken in het rivierengebied verhoogd. Door de rivierbedding te verbreden worden niet alleen het waterbergend vermogen en de veiligheid maar ook de biodiversiteit vergroot. Doordat langs de Waal op veel plekken nevengeulen zijn hersteld en strangen zijn uitgegraven, ontstond in 1996 het Wetland Passewaaij.
Het gebied is ongeveer 40 hectare groot. Het reikt van de inlaat van het Inundatiekanaal, dat een onderdeel vormt van de Nieuwe Hollandse Waterlinie, tot aan de geul met aan de overkant de steenfabriek van Zennewijnen.
De hoogteverschillen in het gebied zorgen voor een rijke flora en fauna. Na vijf jaar werden er ruim 360 plantensoorten gevonden. In de wanden broeden oeverzwaluwen en ijsvogels. Vanuit de vogelkijkhut is een grote verscheidenheid aan watervogels te observeren. In het gebied worden ook fazanten, hazen, reeën, een beverpaar en sporen van een das aangetroffen. Het luwe water van de nevengeulen biedt levensruimte aan vissen als serpeling, barbeel en winde. Grazers als rode geuzen (een kruising tussen het Nederlandse brandrode rund en de Frankse Salers) en konikpaarden zorgen ervoor dat het gebied open blijft.
Aan de Ophemertsedijk staat een kunstwerk van Cor Litjens, Huizen op de dijk, bedoeld om te pleiten voor handhaving van de karakteristieke dijkbebouwing, ook bij dijkverzwaring.

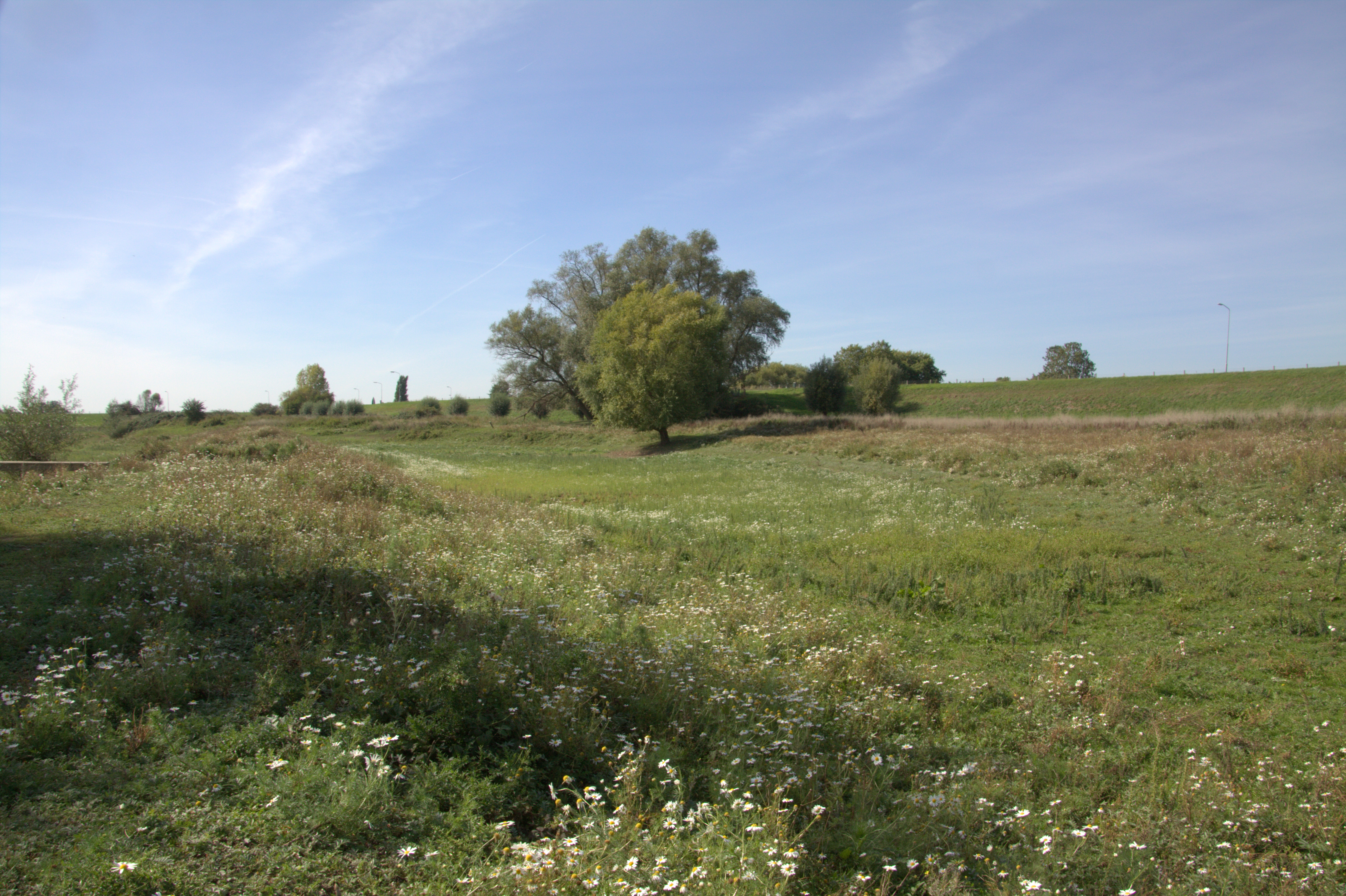
Begroeiing in de zomer
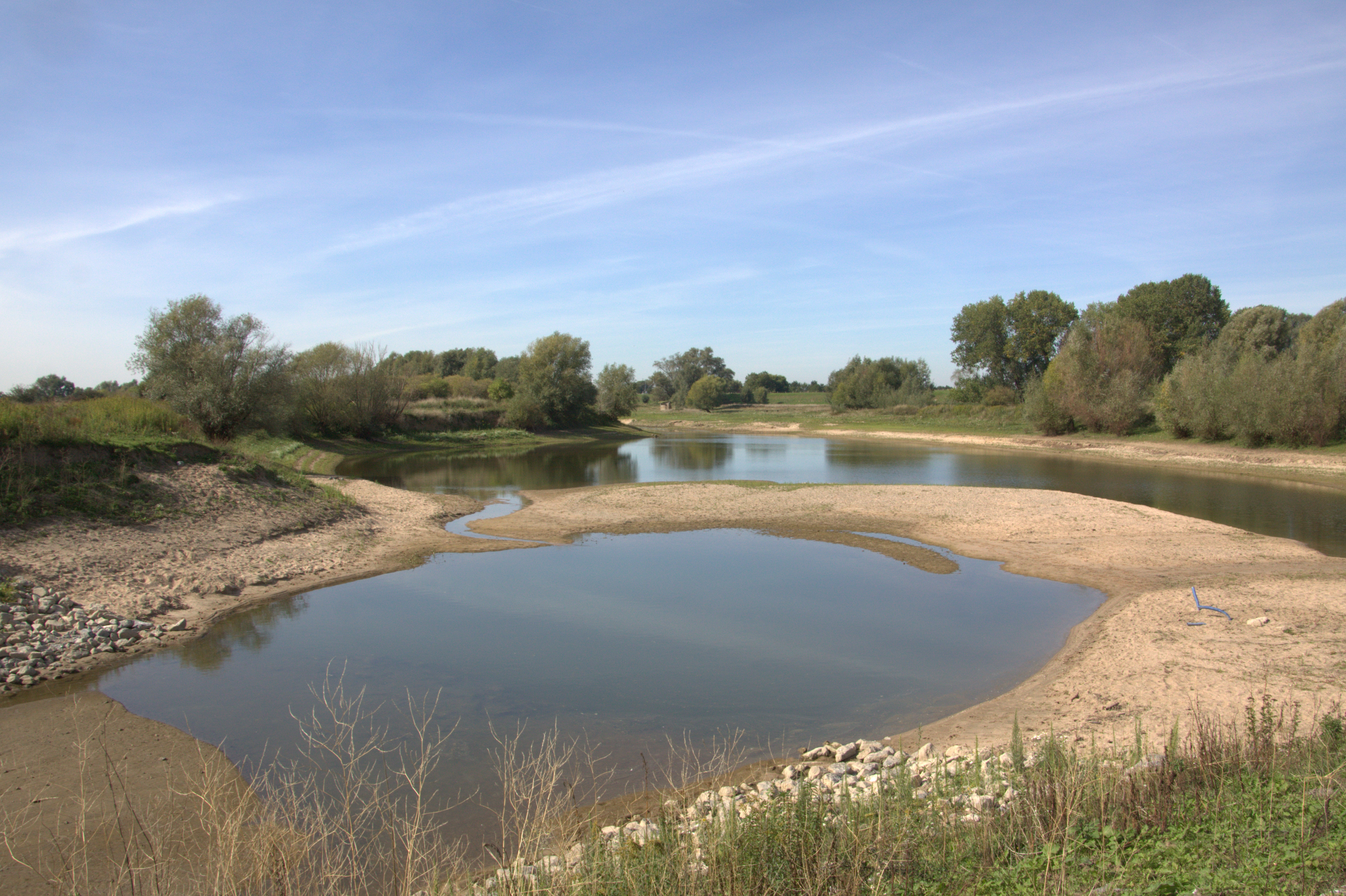
Het wetland in de zeer droge periode juli - september 2018
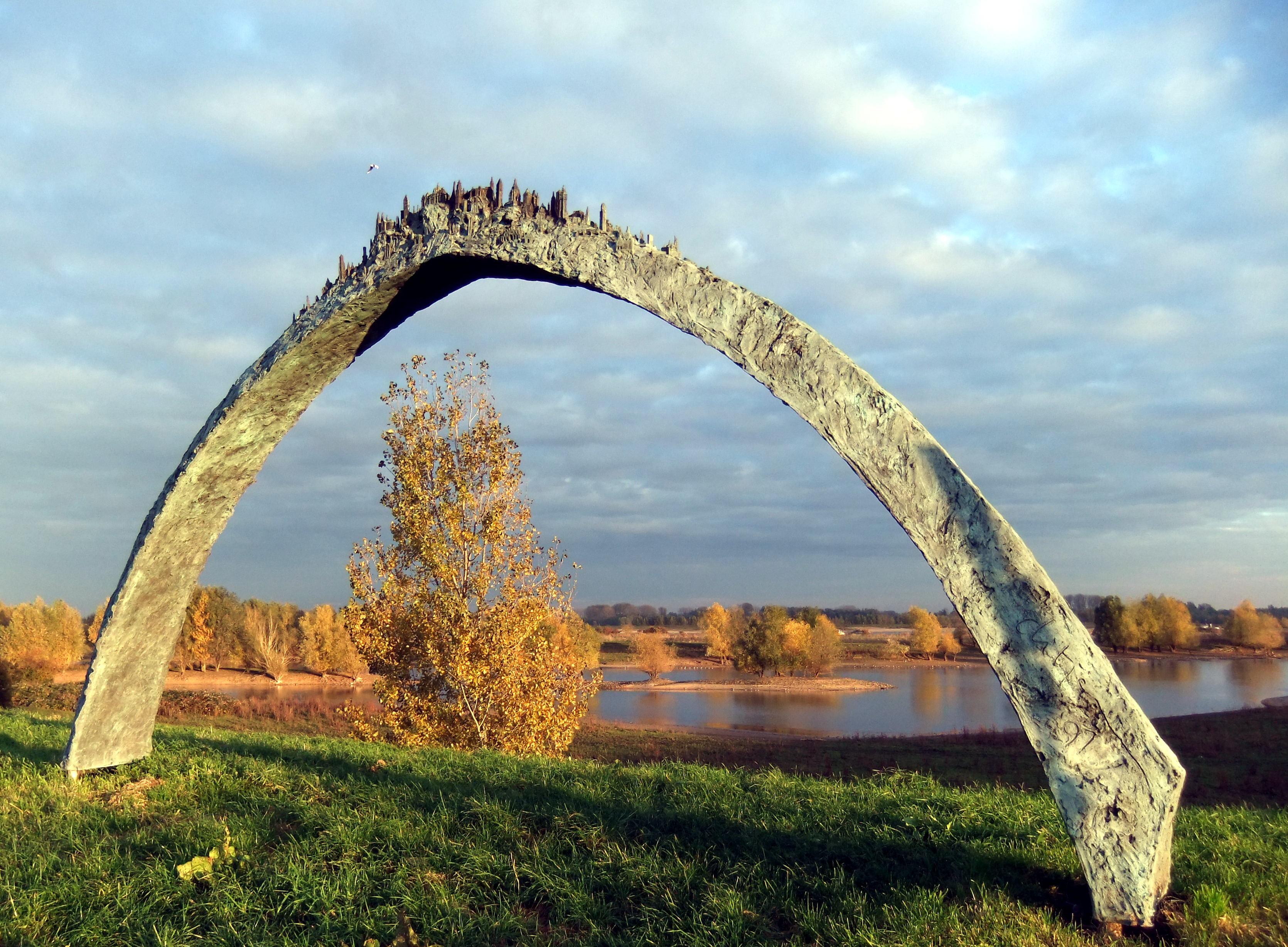
Huizen op de dijk van Cor Litjens